# Will to Power (album, Arch Enemy)
Will to Power je desáté studiové album švédské melodicky deathmetalové hudební skupiny Arch Enemy. Vydáno bylo 8. září 2017 u vydavatelství Century Media. Podle slov baskytaristy skupiny Sharlee D'Angela je album více otevřenější a kromě klasického stylu Arch Enemy se na něm objeví i písně jiného ražení. Textově se věnuje třem tématům; „vnitřnímu souboji jednotlivce, soupeření s mocnostmi a čelení zlu“. Dne 20. listopadu 2018 byl oznámen další singl s titulem „Reason To Believe“, který vyjde 7. prosince 2018. K tomuto singlu vyjde i coververze písně „Shout“ skupiny Tears for Fears.
Na přebalu desky je v jeho středu vyobrazena lidská lebka. Vedle ní je na jedné straně hlava vlka, na druhé hlava kozla a pod lebkou je umístěna hlava upíra. Všemi těmito hlavami prolézá had uroboros. Autorem tohoto díla je umělec Alex Reifsar. Desku produkovali sami členové kapely; Michael Amott a Daniel Erlandsson. Smíchána byla Jensem Bogrenen a o mastering se postaral kytarista skupiny Jeff Loomis. Pro něj to také bylo první album Arch Enemy, na kterém se podílel.
Podle Davida Havleny, redaktora magazínu Spark, je Will to Power mnohem „lepší, zajímavější, barvitější a mnohdy i metalovější“ než předchozí deska War Eternal (2014). Také podle něj potvrzuje, že se Arch Enemy řadí mezi „nejlepší těžkotonážní kapely“ z doby vydání desky. Sám udělil albu maximálních šest bodů. Zato jeho kolega Robert Čapek prohlásil, že se na Will to Power opakují postupy z předchozích alb a že dochází k „recyklaci již dříve použitých nápadů“. Z těchto důvodů udělil desce pouhých 3,5 bodů. V celkovém hodnocení redaktorů Sparku se Will to Power dostalo na páté místo za měsíc září s výsledkem 4,38 bodů.

## Seznam skladeb
Všechny skladby napsal(i) Arch Enemy. 
| Pořadí         | Název                  | Délka |
| -------------- | ---------------------- | ----- |
| 1.             | Set Flame to the Night | 1:18  |
| 2.             | The Race               | 3:15  |
| 3.             | Blood in the Water     | 3:55  |
| 4.             | The World Is Yours     | 4:53  |
| 5.             | The Eagle Flies Alone  | 4:59  |
| 6.             | Reason to Believe      | 4:47  |
| 7.             | Murder Scene           | 3:50  |
| 8.             | First Day in Hell      | 4:48  |
| 9.             | Saturnine              | 1:09  |
| 10.            | Dreams of Retribution  | 6:40  |
| 11.            | My Shadow and I        | 4:05  |
| 12.            | A Fight I Must Win     | 6:37  |
| Celková délka: | Celková délka:         | 50:16 |

## Obsazení
- Alissa White-Gluz – zpěv
- Michael Amott – kytara, doprovodný zpěv
- Jeff Loomis – kytara
- Sharlee D'Angelo – basová kytara
- Daniel Erlandsson – bicí

Hosté
- Jens Johansson – piano

Technická podpora
- Jens Bogren – mix, mastering
- Alex Reifsar – přebal alba